# Ophichthus alleni
Ophichthus alleni is een straalvinnige vissensoort uit de familie van de slangalen (Ophichthidae). De wetenschappelijke naam van de soort is voor het eerst geldig gepubliceerd in 2010 door McCosker.